# Natation aux Jeux du Commonwealth
Les compétitions de natation font partie du programme des Jeux du Commonwealth depuis leur première édition en 1930.

## Éditions
| Jeux  | Année | Ville hôte                      | Pays hôte        | Meilleur Nations |
| ----- | ----- | ------------------------------- | ---------------- | ---------------- |
| I     | 1930  | Hamilton, Ontario               | Canada           | Angleterre       |
| II    | 1934  | Londres                         | Angleterre       | Canada           |
| III   | 1938  | Sydney, Nouvelle-Galles du Sud  | Australie        | Angleterre       |
| IV    | 1950  | Auckland                        | Nouvelle-Zélande | Australie        |
| V     | 1954  | Vancouver, Colombie-Britannique | Canada           | Australie        |
| VI    | 1958  | Cardiff                         | Pays de Galles   | Australie        |
| VII   | 1962  | Perth, Australie-Occidentale    | Australie        | Australie        |
| VIII  | 1966  | Kingston                        | Jamaïque         | Australie        |
| IX    | 1970  | Édimbourg                       | Écosse           | Australie        |
| X     | 1974  | Christchurch                    | Nouvelle-Zélande | Australie        |
| XI    | 1978  | Edmonton, Alberta               | Canada           | Canada           |
| XII   | 1982  | Brisbane, Queensland            | Australie        | Australie        |
| XIII  | 1986  | Édimbourg                       | Écosse           | Australie        |
| XIV   | 1990  | Auckland                        | Nouvelle-Zélande | Australie        |
| XV    | 1994  | Victoria, Colombie-Britannique  | Canada           | Australie        |
| XVI   | 1998  | Kuala Lumpur                    | Malaisie         | Australie        |
| XVII  | 2002  | Manchester                      | Angleterre       | Australie        |
| XVIII | 2006  | Melbourne, Victoria             | Australie        | Australie        |
| XIX   | 2010  | Delhi                           | Inde             | Australie        |
| XX    | 2014  | Glasgow                         | Écosse           | Australie        |
| XXI   | 2018  | Gold Coast, Queensland          | Australie        | Australie        |
| XXII  | 2022  | Birmingham                      | Angleterre       | Australie        |
| XXIII | 2026  | Geelong                         | Australie        |                  |

## Médailles par pays
à jour après les Jeux de 2018
| Rang  | Nation                    | Or  | Argent | Bronze | Total |
| ----- | ------------------------- | --- | ------ | ------ | ----- |
|       | Australie                 | 305 | 226    | 202    | 733   |
|       | Angleterre                | 105 | 132    | 139    | 376   |
|       | Canada                    | 101 | 122    | 125    | 348   |
|       | Afrique du Sud            | 30  | 32     | 29     | 91    |
|       | Écosse                    | 21  | 31     | 33     | 85    |
|       | Nouvelle-Zélande          | 19  | 30     | 36     | 85    |
|       | Pays de Galles            | 7   | 10     | 16     | 33    |
|       | Papouasie-Nouvelle-Guinée | 1   | 1      | 0      | 2     |
|       | Kenya                     | 1   | 0      | 0      | 1     |
|       | Zimbabwe                  | 1   | 0      | 0      | 1     |
|       | Jamaïque                  | 0   | 3      | 3      | 6     |
|       | Malaisie                  | 0   | 1      | 1      | 2     |
|       | Singapour                 | 0   | 1      | 1      | 2     |
|       | Bahamas                   | 0   | 1      | 0      | 1     |
|       | Guyana                    | 0   | 1      | 0      | 1     |
|       | Inde                      | 0   | 0      | 1      | 1     |
|       | Île de Man                | 0   | 0      | 1      | 1     |
|       | Trinité-et-Tobago         | 0   | 0      | 1      | 1     |
| Total | Total                     | 591 | 591    | 588    | 1 770 |